# Grand Conseil du canton de Berne
Législature 2022-2026
Hôtel de ville de Berne

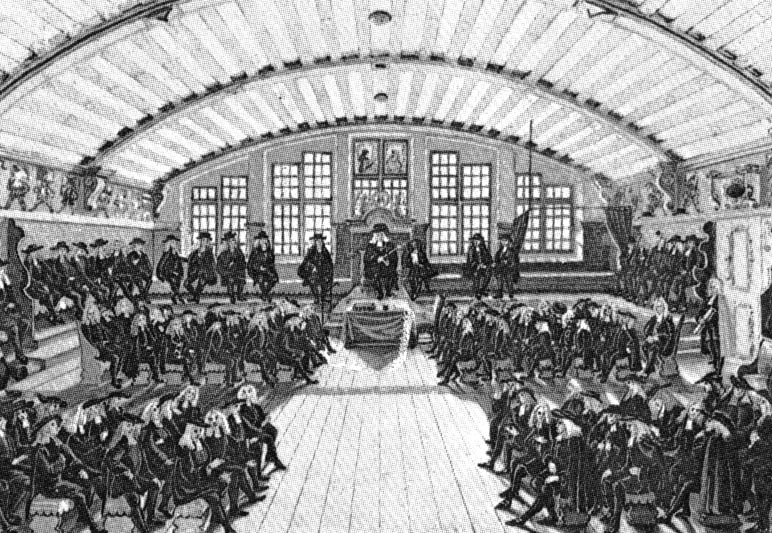
Le Grand Conseil en 1735

Le Grand Conseil du canton de Berne (en allemand : Grosser Rat des Kanton Bern) est le parlement cantonal du canton suisse de Berne. Il est composé de 160 députés, élus tous les quatre ans au scrutin proportionnel.
L'élection du Grand Conseil coïncide avec l'élection du Conseil du Jura bernois pour la partie francophone du Canton.

## Circonscriptions
Avant 2006, les circonscriptions électorales représentaient les 26 districts du canton de Berne. À la suite de la réforme institutionnelle réduisant le nombre de députés en 2006 de 200 à 160, les circonscriptions électorales ont été modifiées et ramenées à 8 circonscriptions. Si certaines régions ont perdu des sièges, le Jura bernois a gardé ses 12 sièges initiaux.
Pour la majorité des circonscriptions, ces dernières recoupent les arrondissements administratifs du canton de Berne. Toutefois, l'arrondissement administratif de Bienne et l'arrondissement administratif du Seeland ne forment qu'une seule et unique circonscription. Il en va de même pour les trois arrondissements du Haut-Simmental – Gessenay, celui du Frutigen – Bas-Simmental et celui de l'Interlaken – Oberhasli qui forment la circonscription unique de l'Oberland.
À l'opposé, l'Arrondissement administratif de Berne-Mittelland est divisé en trois circonscriptions : le Mittelland-Nord, la Ville de Berne et le Mittelland-Sud.
| Arrondissement administratif                      | Cercle électoral                           | Nombre de députés |
| ------------------------------------------------- | ------------------------------------------ | ----------------- |
| Bienne/Seeland (Biel-Seeland)                     | Bienne-Seeland                             | 27                |
| Berne-Mittelland                                  | Mittelland septentrional (Mittelland-Nord) | 22                |
| Berne-Mittelland                                  | Berne                                      | 20                |
| Berne-Mittelland                                  | Mittelland méridional (Mittelland-Süd)     | 20                |
| Thoune (Thun)                                     | Thoune                                     | 16                |
| Frutigen-Bas-Simmental (Frutigen-Niedersimmental) | Oberland                                   | 16                |
| Interlaken-Oberhasli (Interlaken-Oberhasli)       | Oberland                                   | 16                |
| Haut-Simmental-Gessenay (Obersimmental-Saanen)    | Oberland                                   | 16                |
| Emmental (Emmental)                               | Emmental                                   | 15                |
| Haute-Argovie (Oberaargau)                        | Haute-Argovie                              | 12                |
| Jura bernois                                      | Jura bernois                               | 12                |

## Députation
Les membres de langue française font partie de « la Députation ». Organe du Grand Conseil, elle regroupe tous les députés du Jura bernois, qui sont au nombre de 12, ainsi que les députés francophones de la circonscription de Bienne-Seeland. En 2023, la Députation compte 17 membres, réunissant les élus du Jura bernois et 5 élus pour Bienne-Seeland.
Cet organe a pour mission de défendre au Grand Conseil les intérêts du Jura bernois et de la population francophone du district de Bienne dans les affaires qui les concernent spécifiquement. Il lui revient d’exercer le droit de vote séparé.
Ce droit de vote séparé signifie que lorsque des arrêtés du Grand Conseil concernent la population représentée par la Députation, si le vote ne réunit pas la majorité des voix exprimées par la Députation, celle-ci dispose d’un « droit de veto » : elle peut demander qu'une autre réglementation soit soumise au vote. Ces dérogations sont uniques dans les diverses dispositions légales des différents parlements cantonaux.